# Lilla Vrangö
Lilla Vrangö (även Lilla Wrangelsö, estniska: Aksi, tyska: Klein-Wrangelsholm) är en ö i Finska viken utanför Estlands nordkust. Den tillhör Viimsi kommun i Harjumaa och ligger sydöst om Vrangö, 26 km nordost om huvudstaden Tallinn. Arean är 0,59 kvadratkilometer.
Lilla Vrangö var bebodd från 1790 till 1953 då de sista invånarna var tvungna att lämna ön i samband med att den blev militärt skyddsområde. Några av de boende var estlandssvenskar och flera flydde till Sverige under andra världskriget. Den sista familjen som bodde på ön hette Aksberg; de var kända båtbyggare. En fyr byggdes på ön 1986.
Terrängen på Lilla Vrangö är mycket platt. Öns högsta punkt är 4 meter över havet. Den sträcker sig 2,3 km i nordväst-sydöstlig riktning och är 500 meter bred. Dess sydöstliga udde benämns Kaguots.
Klimatet i området är tempererat. Årsmedeltemperaturen i trakten är 5 °C. Den varmaste månaden är augusti, då medeltemperaturen är 17 °C, och den kallaste är december, med −2 °C.

## Galleri

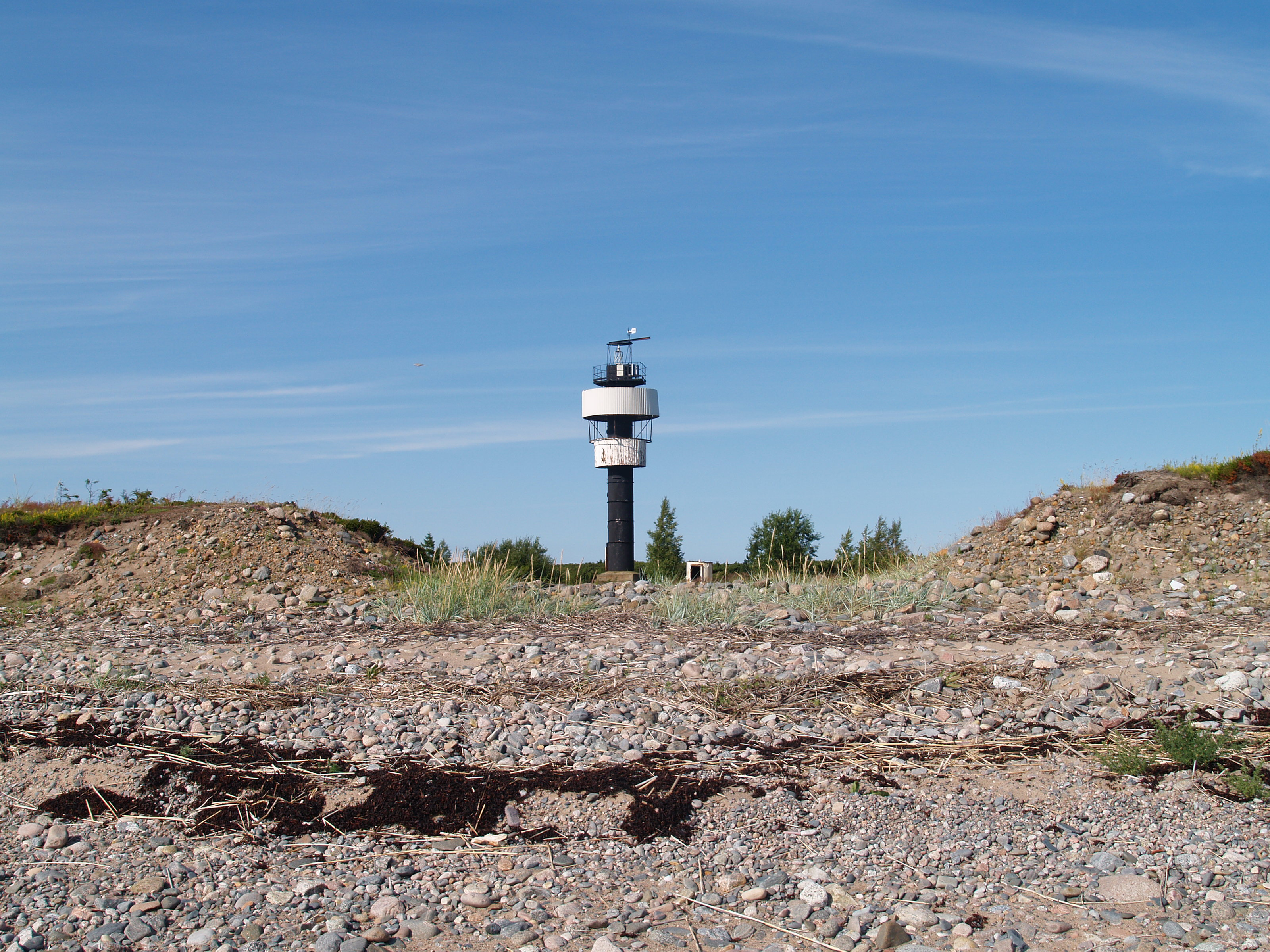
Fyren
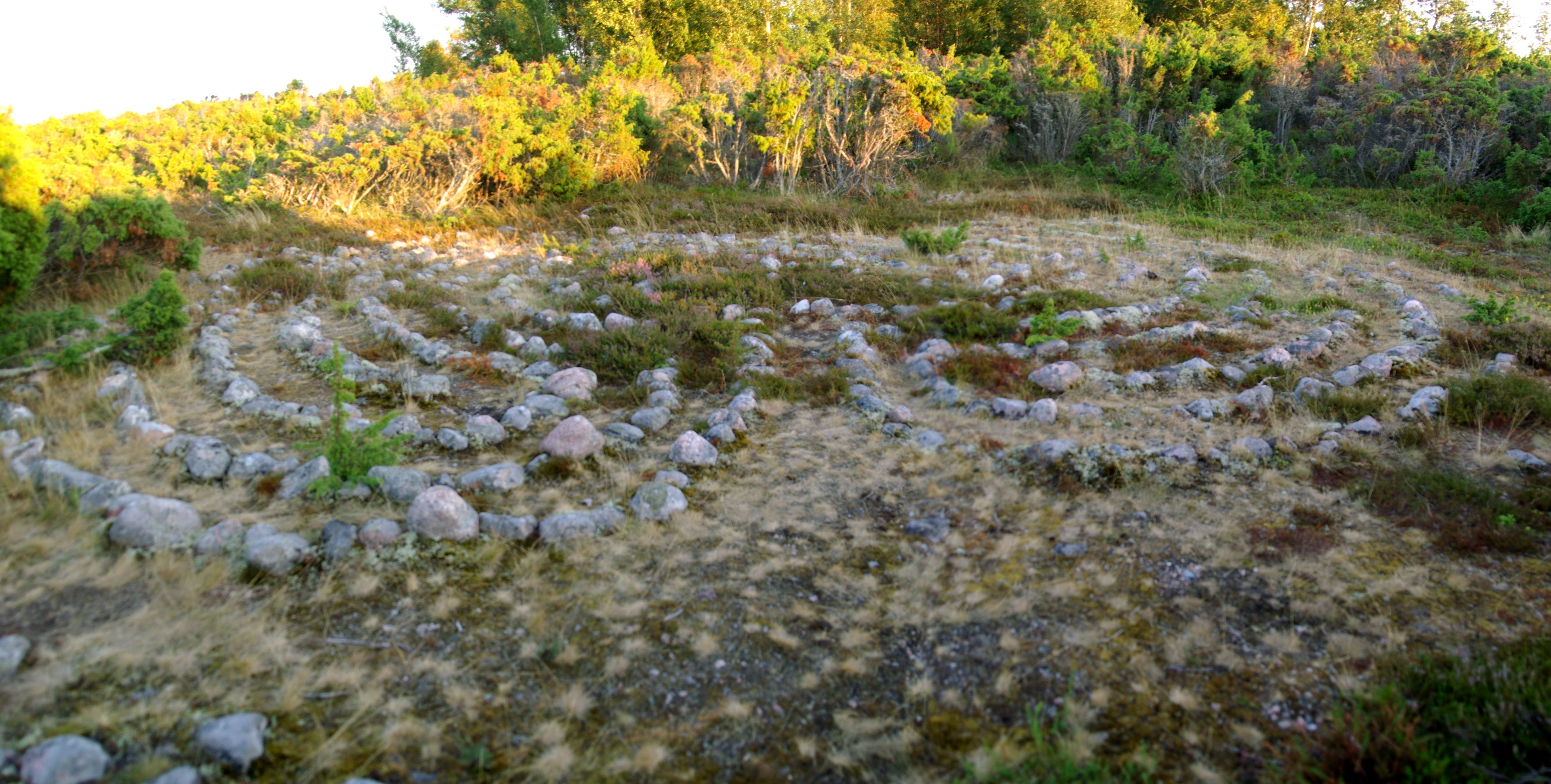
Labyrint
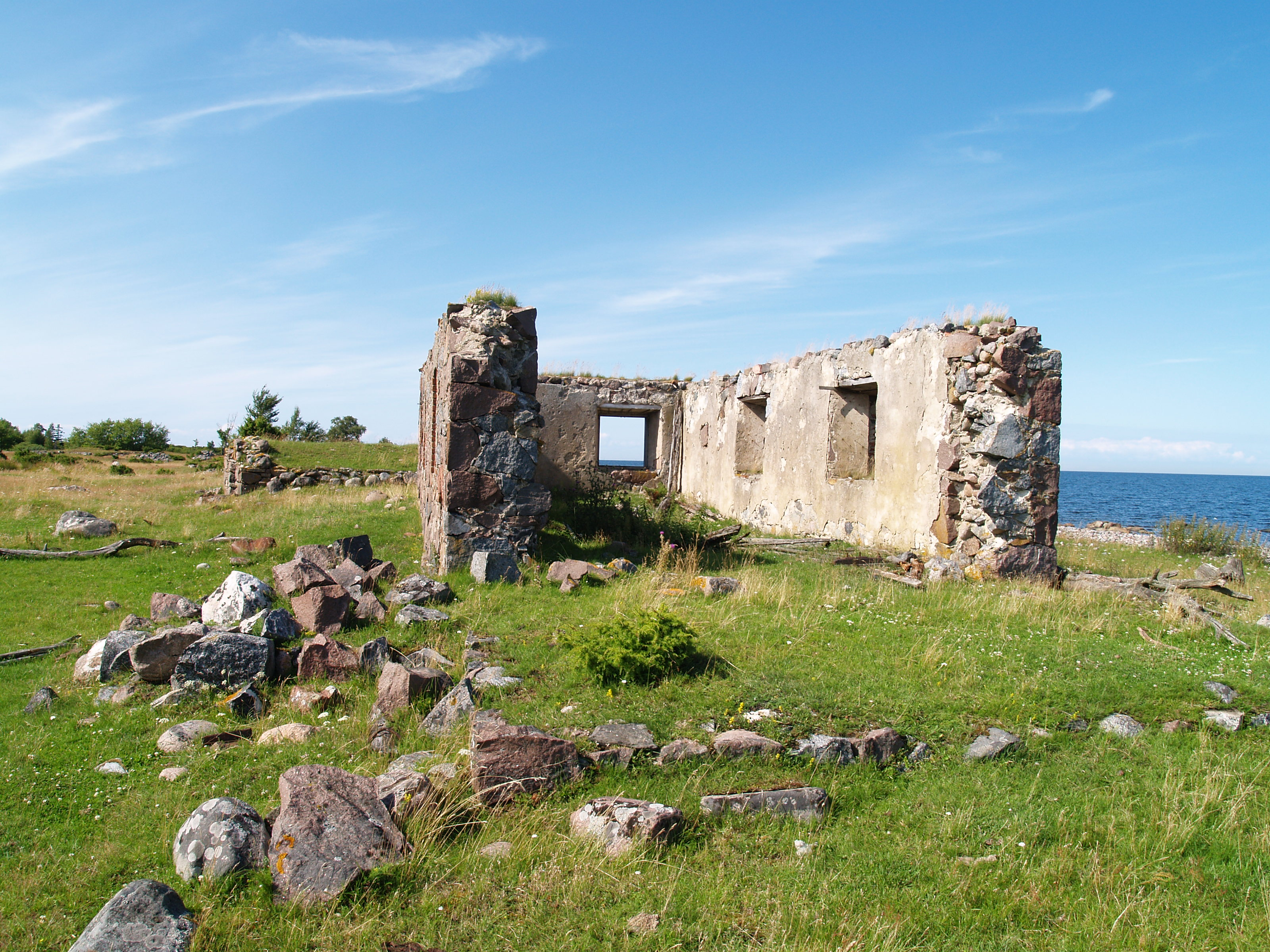
Ön var bebodd till 1953.
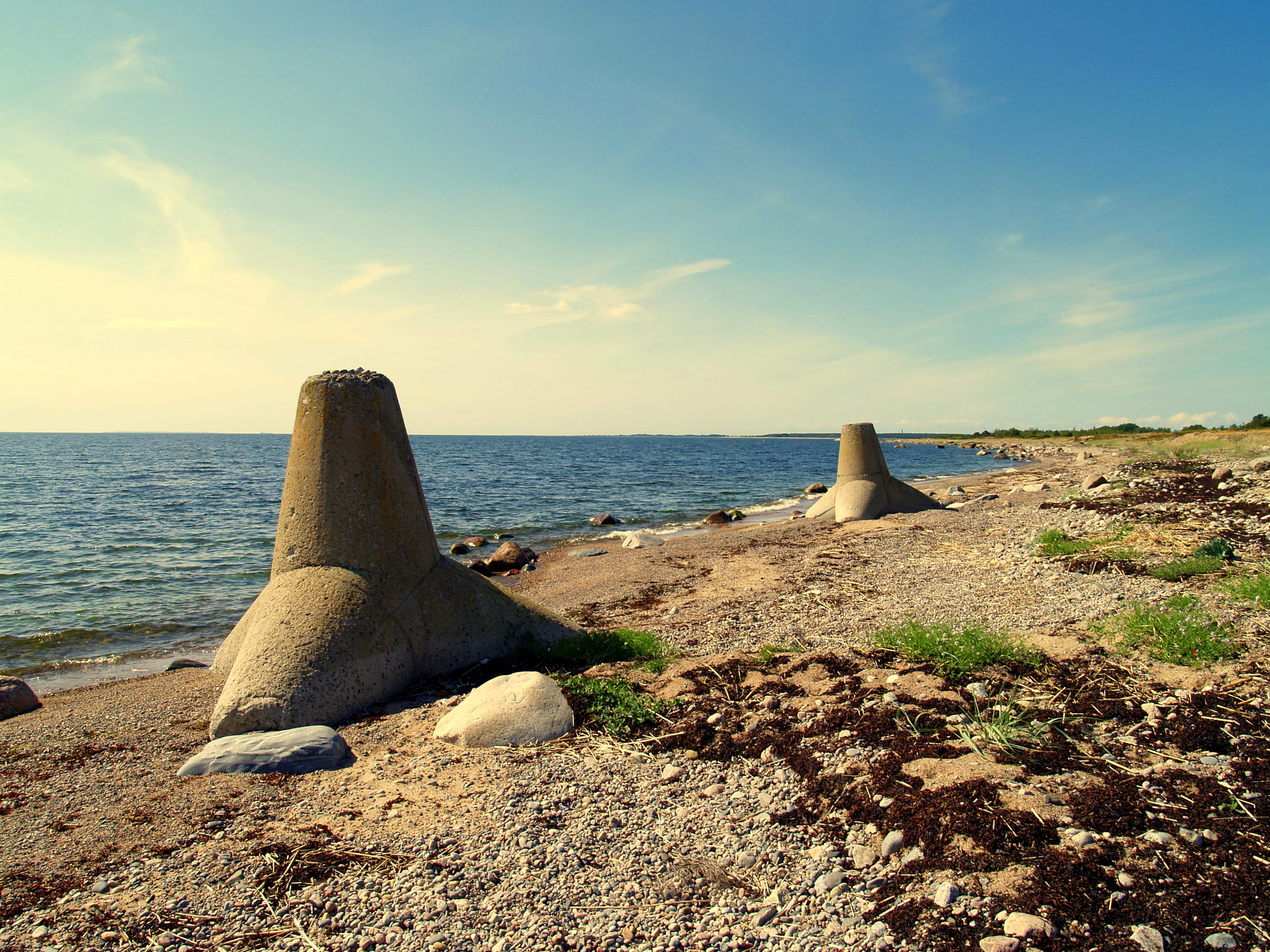
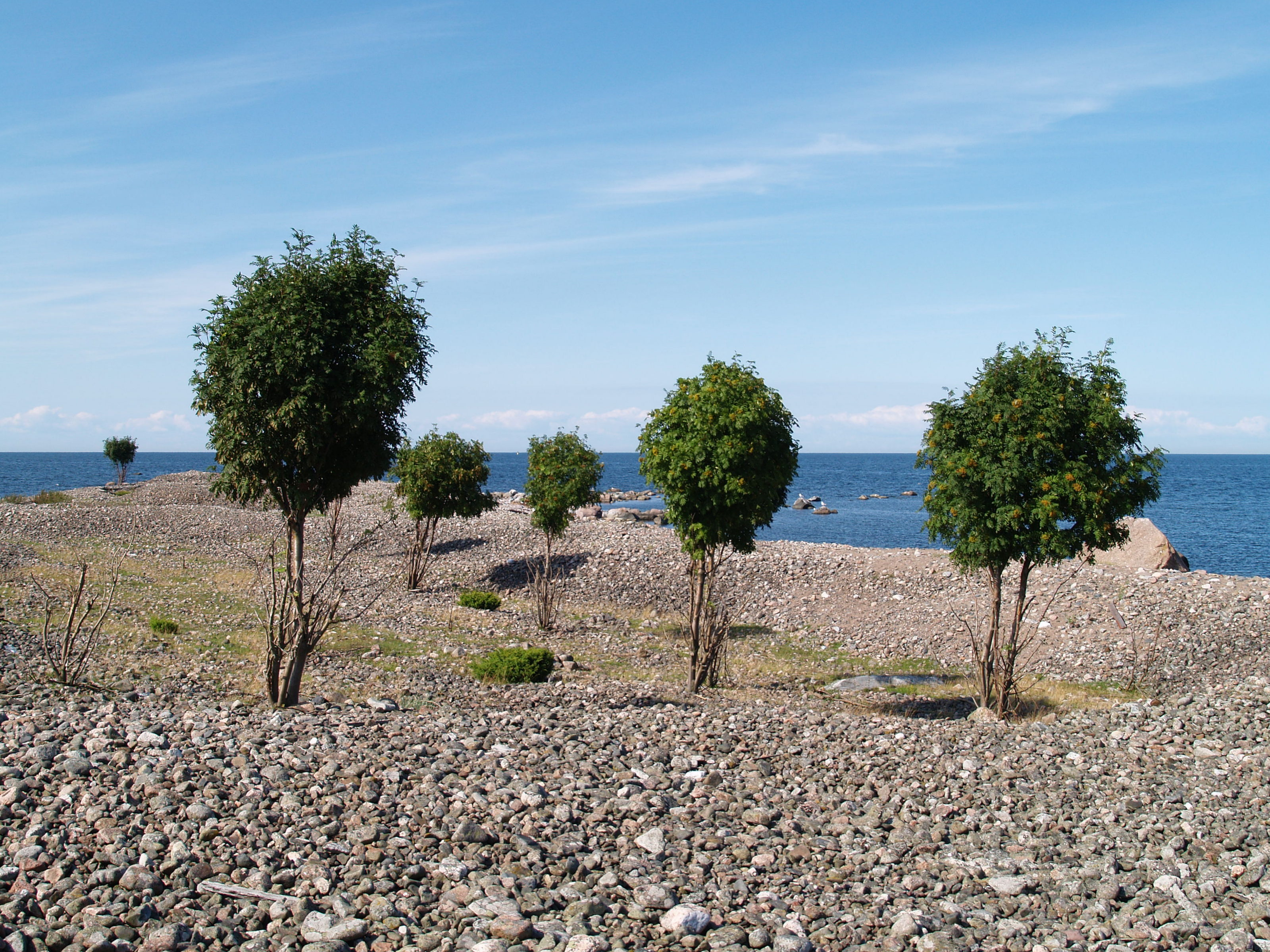

### Fotnoter
1. ↑  Aksi hos Geonames.org (cc-by); post uppdaterad 2012-01-17; databasdump nerladdad 2015-09-05
2. ↑  ”Viewfinder Panoramas Digital elevation Model”. http://www.viewfinderpanoramas.org/dem3.html. Läst 21 juni 2015.
3. ↑  Kaguots hos Geonames.org (cc-by); post uppdaterad 1995-04-25; databasdump nerladdad 2015-09-05
4. ↑  ”NASA Earth Observations Data Set Index”. NASA. Arkiverad från originalet den 26 april 2020. https://web.archive.org/web/20200426054225/https://neo.sci.gsfc.nasa.gov/dataset_index.php. Läst 30 januari 2016.